# Gerrit Fischer
Gerrit Fischer (Amsterdam, 28 agosto 1916 – Amsterdam, 22 novembre 1984) è stato un calciatore olandese, di ruolo centrocampista.

## Carriera
Fischer viene notato dall'Ajax durante una partita di calcio a scuola all'età di 16 anni, dall'allora allenatore Jack Reynolds. Poco dopo è entrato a far parte del settore giovanile della società di Amsterdam. All'età di 18 anni ha esordito in prima squadra,  più precisamente il 16 settembre 1934, nell'incontro in casa contro l'Xerxes. Ha militato per 16 anni nell'Ajax. Tra il 1936 e il 1938 venne poco impiegato, in quanto gli venne preferito Jan Stam. Tuttavia, divenne una bandiera dei Lancieri. Ha giocato l'ultima partita nel 1950, in una gara casalinga contro il Limburgia, che l'Ajax perse per 6-0. In totale ha giocato 240 partite con l'Ajax, realizzando 97 reti. Oltre alla sua abilità in termini di gol fatti, ha fornito numerosi assist a Piet van Reenen, che è il capocannoniere di tutti i tempi della squadra con 273 reti. Lo stesso Fischer è al sedicesimo posto nella lista dei migliori marcatori nella storia del club.
Dopo il suo ritiro dal calcio giocato, ha fatto parte dello staff dell'Ajax.

## Palmarès

### Club

#### Competizioni nazionali
- Campionato olandese: 3

Ajax: 1936-1937, 1938-1939, 1946-1947
- Coppa dei Paesi Bassi: 1

Ajax: 1942-1943